# 新合镇 (梅河口市)
新合镇，是中华人民共和国吉林省通化市梅河口市下辖的一个乡镇级行政单位。

## 行政区划
新合镇下辖以下地区：
黑山村、东兴村、平安村、茂林村、新华村、双胜村、新春村、新合村、保安村、得胜村、新兴村、新民村、胜利村、永发村、河洼村和马家村。